# Warwick (Nova York)
Warwick és una població dels Estats Units a l'estat de Nova York. Segons el cens del 2000 tenia 6.412 habitants.

## Demografia
Segons el cens del 2000, Warwick tenia 6.412 habitants, 2.523 habitatges, i 1.619 famílies. La densitat de població era de 1.110,2 habitants per km².
Dels 2.523 habitatges en un 34% hi vivien nens de menys de 18 anys, en un 51,6% hi vivien parelles casades, en un 9,6% dones solteres, i en un 35,8% no eren unitats familiars. En el 31,9% dels habitatges hi vivien persones soles el 18% de les quals corresponia a persones de 65 anys o més que vivien soles. El nombre mitjà de persones vivint en cada habitatge era de 2,46 i el nombre mitjà de persones que vivien en cada família era de 3,16.
Per edats la població es repartia de la següent manera: un 26,3% tenia menys de 18 anys, un 5,3% entre 18 i 24, un 28% entre 25 i 44, un 22% de 45 a 60 i un 18,4% 65 anys o més.
L'edat mediana era de 40 anys. Per cada 100 dones de 18 o més anys hi havia 76,8 homes.
La renda mediana per habitatge era de 49.665 $ i la renda mediana per família de 62.984 $. Els homes tenien una renda mediana de 56.641 $ mentre que les dones 36.613 $. La renda per capita de la població era de 24.648 $. Entorn del 3,7% de les famílies i el 4,4% de la població estaven per davall del llindar de pobresa.